# مایسویل (کارولینای جنوبی)
مایسویل(به انگلیسی: Mayesville) شهری در ایالت کارولینای جنوبی کشور ایالات متحده آمریکا است که جمعیت آن در سرشماری سال ۲۰۱۰ میلادی، ۷۳۱ نفر بوده‌است.